# Timarchos

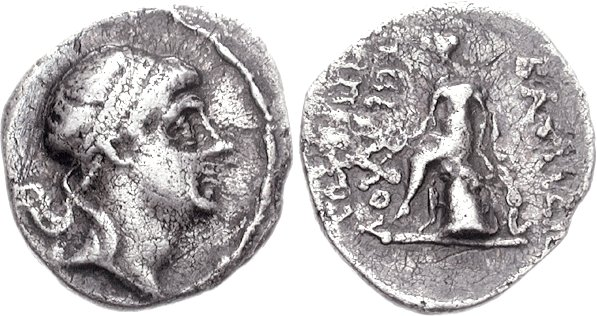
Drachme des Timarchos

Timarchos (altgriechisch Τίμαρχος Tímarchos; † 160 v. Chr.) war ein Usurpator im Seleukidenreich, der von etwa 163 bis 160 v. Chr. Teile des Reiches beherrschte, eigene Münzen prägen ließ und den Königstitel annahm.
Timarchos stammte wahrscheinlich aus Milet. Sein Vater war ein gewisser Heraklides. Sein Großvater war eventuell der gleichnamige milesische Tyrann, der von Antiochos II. umgebracht wurde. Timarchos und sein jüngerer Bruder waren Jugendfreunde von Antiochos IV. Sie waren wahrscheinlich auch zusammen in Rom (178/77 v. Chr.). Mit Regierungsbeginn von Antiochos IV. wurde Timarchos Satrap von Medien und wahrscheinlich auch von Babylonien. Sein Bruder Heraklides wurde zum Schatzmeister ernannt. Timarchos war nun Generalstatthalter der Oberen Satrapien und ein wichtiger Hofbeamter, der als Botschafter nach Rom gesandt wurde. Dadurch erwarb er gute Kontakte zum römischen Senat. Im Jahr 162 war er wieder in Rom, wo er die Erlaubnis erhielt, den Königstitel tragen zu dürfen.
In den folgenden Jahren konnte Timarchos Medien erfolgreich gegen die angreifenden Parther verteidigen. In der Unruhezeit nach dem Tod von Antiochos IV. im Jahr 164 v. Chr. wurde Timarchos praktisch unabhängiger Herrscher in Medien. Nachdem Antiochos V., der Nachfolger Antiochos’ IV., durch Demetrios I. umgebracht wurde, nahm Timarchos den Königstitel an. Demetrios I. konnte Timarchos im Jahr 160 v. Chr. schlagen, tötete ihn und erhielt wegen dieses Sieges den Beititel Soter („Retter“).